# A las once (programa de televisión)
A las once (inicialmente A las once empieza la noche) fue un programa de medianoche peruano estrenado el 24 de octubre de 2011 por la cadena América Televisión.

## Historia
Se estrenó el 24 de octubre de 2011, entrando en competencia con La noche es mía. Inicialmente fue presentado por Astrid Fiedler y Sergio Galliani, y un mes después del debut del programa se incorpora Jessica Tapia como tercera conductora. Desde enero de 2012 hasta junio de 2013, el programa estuvo bajo la conducción de Astrid Fiedler y Jessica Tapia. 
En julio de 2013, Rebeca Escribens y Augusto Thorndike ingresan a la conducción del programa. Sin embargo, desde el 2 de enero de 2014 hasta el su última emisión el 7 de agosto de 2015, fue conducido por Fernanda Kanno y Rebeca Escribens.
El 10 de agosto de 2015, después de 3 años y medio al aire, el programa fue reemplazado por América Noticias.

## Presentadores
- Sergio Galliani (2011)[2]
- Astrid Fiedler (2011-2013)
- Jessica Tapia (2011-2013)[3]
- Augusto Thorndike (2013)[4]
- Rebeca Escribens (2013-2015)[5]
- Fernanda Kanno (2014-2015)

## Temporadas
| Temporada | Temporada | Episodios | Emisión original      | Emisión original        |
| Temporada | Temporada | Episodios | Primera emisión       | Última emisión          |
| --------- | --------- | --------- | --------------------- | ----------------------- |
|           | 1         | 50        | 24 de octubre de 2011 | 30 de diciembre de 2011 |
|           | 2         | 265       | 2 de enero de 2012    | 29 de diciembre de 2012 |
|           | 3         | 255       | 7 de enero de 2013    | 27 de diciembre de 2013 |
|           | 4         | 255       | 6 de enero de 2014    | 26 de diciembre de 2014 |
|           | 5         | 155       | 5 de enero de 2015    | 7 de agosto de 2015     |